# Palacio Santos
Palacio Santos – budynek pałacowy położony w dzielnicy Centro miasta Montevideo, stolicy Urugwaju.

## Opis
Budynek znajduje się przy ulicy Avenida 18 de Julio 1205 róg ulicy Cuareim. Za projekt budowlany i zarządzanie pracami budowlanymi odpowiedzialny był inżynier Juan Alberto Capurro. Pałac wybudowano na podstawie projektu z 1881 i oddano do użytku w 1886 roku. W architekturze pałacu można zauważyć wpływy włoskiego historyzującego eklektyzmu.
Pierwotnie przeznaczony jako dom mieszkalny dla pierwszego właściciela budynku, urugwajskiego prezydenta Máximo Santosa. Obecnie służy jako siedziba urugwajskiego ministerstwa spraw zagranicznych "Ministerio de Relaciones Exteriores de Uruguay"
Od 1975 roku wpisany na listę obiektów chronionych  Monumento Histórico Nacional de Uruguay, zawierającą zabytki narodowe Urugwaju.

## Galeria

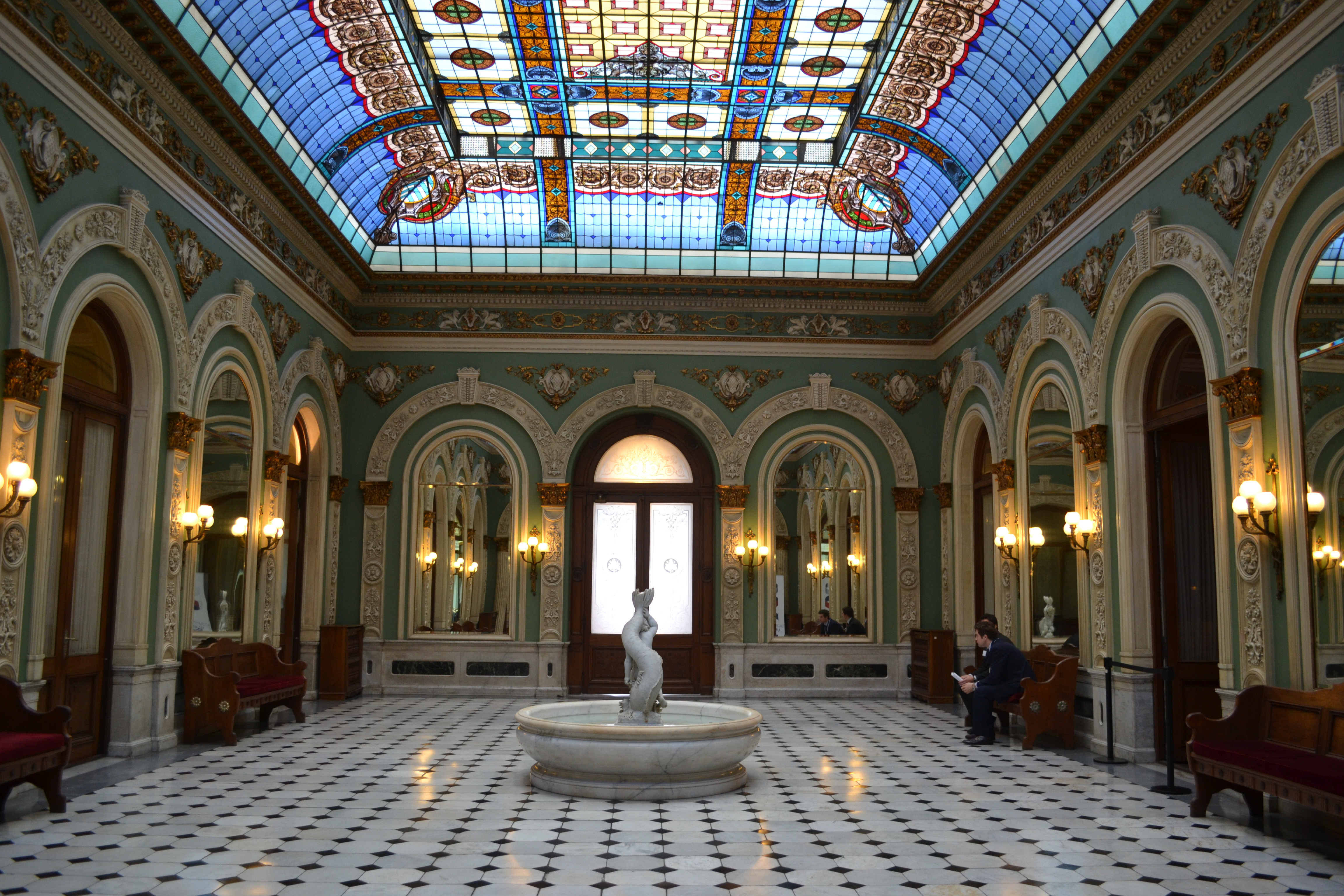
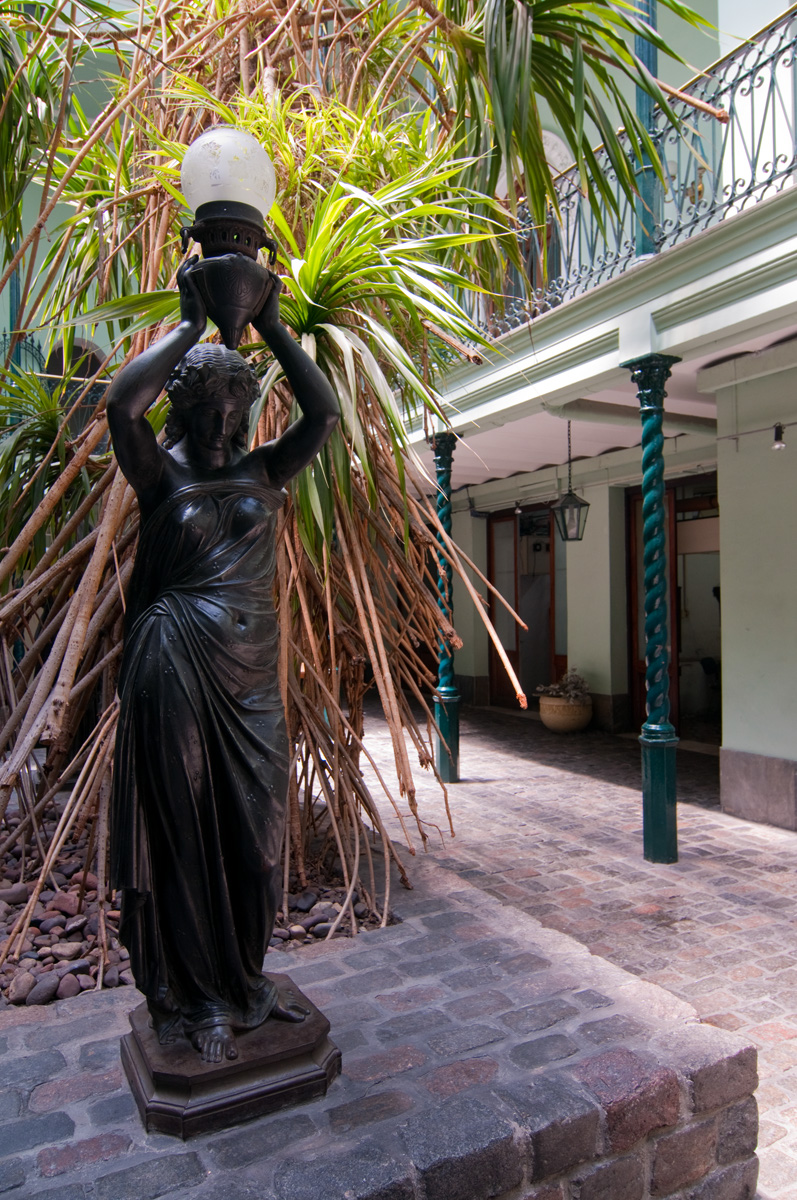
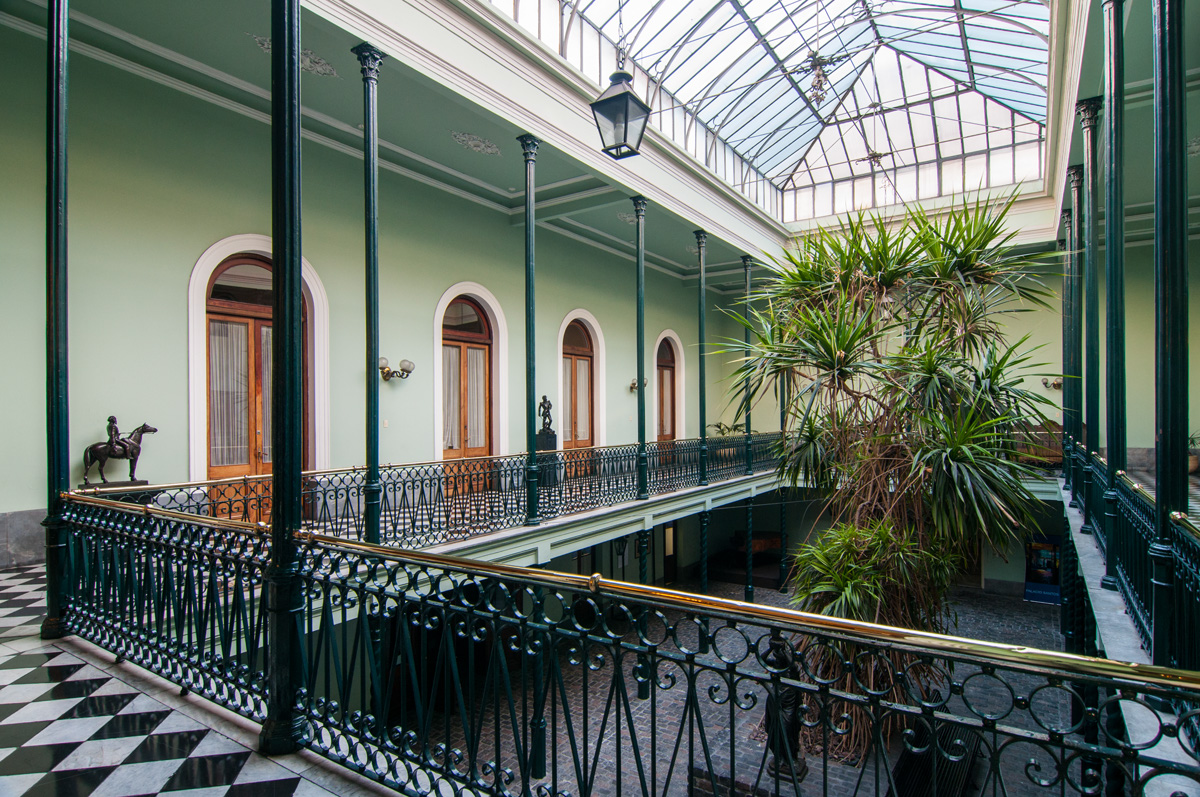